# Смовдь широколиста
Смовдь широколиста (Peucedanum latifolium) — вид трав'янистих рослин родини окружкові (Apiaceae), поширений у південно-східній Європі.

## Поширення
Європа: Хорватія, Чорногорія, Сербія, Румунія, Молдова, Україна, Росія.
В Україні зростає P. latifolium на солонцях, солончаках і засолених луках — в Лісостепу (на півдні) та Степу, а P lubimenkoanum росте рідко на лісових галявинах, в чагарниках, дубових лісах на всій території крім крайнього півдня, але росте в Криму в передгір'ях і на ПБК. Входить до переліку видів, які перебувають під загрозою зникнення на території Житомирської області під назвою Смовдь Любименка (Peucedanum lubimenkoanum).